# 바넘 효과
포러 효과(Forer effect)는 개인들이, 그들에게 특별히 맞추어진 것으로 추정되지만 사실상 막연하며 넓은 범위의 사람들에게도 충분히 일반적으로 적용되는 그들의 성격 묘사에 높은 정확도를 부여한다는 것이다. P. T. 바넘에 의한 "우리는 누구에게나 해당되는 것을 보았다."라는 관찰 보고 이후에 바넘 효과(Barnum effect)라고도 불린다. 이 효과는 종교와 점성술, 운세 판단, 필적학 그리고 어떤 유형의 성격 검사와 같은 어떤 신념과 실천의 광범위한 수용에 대하여 부분적인 설명을 제공할 수 있다. 
이것에 관련된 더 일반적인 현상은 주관적 검증에 대한 것이다. 신앙이나 기대 또는 가설은 관련성을 요하기 때문에, 주관적 검증은 두 개의 무관하거나 임의의 사건이 서로 관계 있다고 인식할 때에 나타난다. 따라서, 그것은 사람들이 그들의 성격에 대한 그들의 인식과 천궁도 사이의 일치성을 추구한다는 것이다.

## 포러의 증명
1948년, 심리학자 버트럼 포러가 그의 학생들에게 성격 검사를 하나 실시했다. 그는 그의 학생들에게 그것들은 검사 결과에 근거하여 도출된 각자에 대한 고유한 성격 분석으로, 그것들이 그들에게 얼마나 더 잘 맞는지에 대한 그들의 분석을 0점(최하점)부터 5점(최고점)까지의 점수로 매길 수 있다고 말했다. 실제로는, 모든 학생들이 같은 분석 결과를 받았다.
| “ | 당신은 다른 사람들이 당신을 좋아하고 존경하기를 바라는 큰 욕구를 갖고 있다. 당신은 자신에게 비판적인 경향이 있다. 당신은 당신에게 득이 되지 않는 상당량의 전혀 사용되지 않은 능력을 갖고 있다. 당신은 다소의 성격적 결함을 갖고 있는 반면, 일반적으로 그것들을 상쇄할 수 있다. 당신은 성적 조절에 있어서 문제를 갖고 있다. 외면적으로는 규칙을 따르며 자제심 있는 당신은 내면적으로는 걱정하며 불안해하는 경향이 있다. 가끔 당신은 당신이 옳은 결정을 내렸는지 또는 옳은 것을 했는지에 대해 심각한 의심을 품게 된다. 당신은 어느 정도의 변화와 다양성을 선호하며 구속과 규제로 갇히게 되면 불만스러울 것이다. 당신은 자신이 독립적인 자유로운 사고를 지닌 사람임을 자랑스러워하며 납득할 만한 증거가 없는 다른 사람의 말은 받아들이지 않는다. 당신은 너무 솔직하게 당신을 다른 사람에게 드러내는 것은 어리석은 짓이라고 생각한다. 때로는 당신은 외향적이고 친절하며 사교적이지만, 때로는 당신은 내향적이고 경계하며 내성적이다. 당신의 염원들 중 일부는 매우 비현실적인 경향이 있다. 안전은 당신의 삶에 있어서 주요한 목표들 가운데 하나이다. | ” |

평균 점수는 4.26점이 나왔고, 그 후에, 각각의 학생에게 그것은 포러에 의해 여러 천궁도로부터 수집된 동일한 복사문들이었음이 알려졌다. 위의 단평에서와 같이, 누구에게나 동등하게 적용될 수 있는 문장들이 많다. P. T. 바넘 이후에 그러한 문장들은 바넘의 서술문으로 알려지게 되었다.
포러 효과를 실험하는 또 다른 연구에서, 학생들은 MMPI 성격 검사를 치뤘고, 연구자들은 그들의 응답에 대해 평가했다. 연구자들은 학생의 성격의 정확한 평가들임을 명기했지만, 학생들에게는 정확한 평가와 막연한 보편성을 사용한 가짜 평가 모두가 주어졌다. 그리고 나서, 학생들은 그들이 생각하기에 실제적인 평가를 뽑는 것에 응답했다. 과반수 이상(59%)의 학생들이 실제적인 것과는 반대되는 가짜 평가를 뽑았다.
포러 효과는 "바넘 효과"로도 알려져 있다. 이 용어는 1956년에 미국의 심리학자 폴 밀에 의해 그의 수필 《좋은 요리책을 찾습니다.(Wanted - A Good Cookbook)》에서 만들어졌다. 그는 이름난 사기꾼이었던 연예인이자 사업가인 P. T. 바넘에 의해 어떤 사람들에게 실시되었던 어떤 "허위성공의" 심리적 검사에서 사용된 애매한 성격 묘사를 결부시켜 설명한다.

## 반복 연구
이 연구의 반복 가능성을 보증하는데 있어서는 두 가지 요소가 중요하다. 제공되는 내용이 특성 평가에 대한 긍정에서 부정까지의 비율로 된 분명한 강조를 수반하는 것이 중요하다. 중요한 다른 요소는 피험자들이 의견을 제시하는 사람이 정직과 주관적인 평가에 기반하는 의견을 그들에게 주고 있음을 신뢰하는 것이다.
문장이 막연할수록, 이 효과는 더 안정된다. 사람들은 그러한 문장들의 의미가 자신에게 해당된다고 해석할 수 있으며, 따라서 그 내용은 그들에게 "개인적인 것"이 된다. 가장 효과적인 문장들은 "가끔"의 어구가 듬성듬성 들어가 있다. 그러한 한 문장의 예를 들면, "가끔 당신은 매우 자신감 있다고 느끼며, 때로는 확신이 없다." 이러한 어구는 대부분 누구에게나 적용할 수 있으며, 따라서 사람들은 각자가 그 문장들의 의미가 자신에게 적용된다고 해석할 수 있다. 그런 식으로 문장들의 애매함이 유지된다면, 포러 효과의 반복 연구에 있어서 높은 신뢰도가 보장될 것이다.
2011년, 이 연구는 개인보다는 조직에 적용될 수 있도록 수정된 문장들로 반복되었다. 그 결과는 사람들이 조직의 성격의 해석에 관해서 조직을 인격화하며 속기 쉬움을 시사하는 유사성을 지닌다.

## 효과에 영향을 주는 변수
포러 효과가 외견적으로 보편임을 나타내는 연구들이 있어오고 있다. 그것은 많은 다른 문화권들이나 지리적 위치의 사람들에게서도 발견된다. 2009년에, 심리학자 폴 로저서와 재니스 술은 바넘의 성격 단평을 수용하는 것에 대해 서양인들과 중국 사람들의 경향을 비교하는 한 연구를 진행했다. 그들은 어떤 중요한 차이점도 발견할 수 없었다.
그러나, 차후의 연구들은 다음과 같을 때, 피험자들이 더 높은 정확도를 부여했음을 나타내오고 있다.:
- 피험자가 그 연구는 오직 그 또는 그녀에게만 적용된 것임을 믿고, 그러므로 그들 스스로의 해석을 문장에 적용하게 된다.[8]
- 피험자가 평가자의 권위를 신뢰한다.
- 문장들의 내용이 주로 긍정적인 것들이다.

그러함은 딕슨과 켈리의 심리학 보고서의 "문학의 재검토"에도 기술되어 있다.
성별은 피험자가 서술문에 대해 정확하다고 믿을 확률을 결정한다고 증명되어오고 있다. 여성이 남성보다 애매한 문장에 대해 정확하다고 믿을 가능성이 더 높다.
바넘의 성격 단평에서 사용된 어법도 사람들이 자신들의 것이라고 받아들이는 정도에 영향을 미친다. 예를 들어 바넘의 단평에 특정 개인의 이름이 포함되어 더 개인화되었다면 누구에게나 적용될 수 있는 것보다 더 높은 정확성 점수를 부여할 가능성이 크다.

## 최근 연구

### 초자연적 현상에 대한 믿음
초자연적인 현상에 대한 앞선 믿음이 이 효과의 더 큰 영향력을 행사한다는 증거가 있다. 예를 들어, 천궁도의 정확성을 믿는 피험자들은 막연히 일반론적인 것들이 그들에게 특별히 적용된다고 믿는 경향이 더 크다. 초자연적 현상에 대한 믿음의 다른 예들로는 마술의 힘에 대한 믿음과 영혼의 영향력에 대한 믿음이 포함된다. 정신분열성향과 포러 효과에 대한 믿음과의 관계에 대한 연구들은 높은 상관성을 보여오고 있다. 그러나, 로저스와 술의 2009년 연구는 (위의 "효과에 영향을 주는 변수" 참조) 피험자의 점성술에 대한 믿음을 고려했는데, 중국과 서양의 회의론자들은 모두 바넘 단평에 속한 애매함을 인지할 가능성이 높았다. 그러함은 점성술에 대한 믿음이 없는 개인들이 그 효과에 대해 영향을 덜 받을 가능성이 더 높음을 시사한다.

### 자기 고양적 편향
자기 고양적 편향이 포러효과를 상쇄한다고 보고되어 오고 있다. 자기 고양적 편향에 따르면, 피험자들은 그들에 대해 긍정적인 태도를 수용하는 반면, 부정적인 태도는 거부한다. 한 연구에서, 피험자들에게 세 개의 성격 보고서 가운데 하나가 주어졌다. 하나는 사회적으로 바람직한 성격적 특징들이 기술된 바넘 단평이었고, 다른 하나는 ("보동의 결점"이라고도 불리는) 완전히 부정적인 특징들이 포함된 단평이었으며, 마지막 하나는 앞의 두 가지가 혼합되어 있었다. 사회적으로 바람직한 것과 혼합된 것을 받은 피험자들은 전자의 두 가지와 중요한 차이점은 없다고 알려졌음에도 불구하고, 부정적인 것을 받은 피험자들보다 그것들의 성격 평가에 동의하는 경향이 훨씬 더 높았다. 또 다른 연구에서, 피험자들은 일반적인 "가짜" 성격 평가 대신에 특징이 열거된 한 목록을 받았다. 피험자들은 그 특징들이 그들에게 얼마나 더 잘 맞다고 여기는지의 정도를 점수로 매겼다. 자기 고양적 편양과 마찬가지로, 대다수의 피험자들은 자신들 대한 긍정적인 특징들에 동의했고, 부정적인 것은 부인했다. 그 연구는 자기 고양적 편향이 일반적인 포러 효과를 상쇄할 만큼 충분히 강력하다는 결론을 얻었다.

## 대중 문화
TV 다큐멘터리 코미디 펜 & 텔러: 불쉿!의 일곱번째 시즌의 제2화에서 유사한 실험이 행해졌다. 그 회는 점성술에 대해서 다루며 확증 편향을 논했다. 그 결과는 포러의 연구와 유사했다.
그것의 근원적 실험은 마술사 데런 브라운에 의해서 행해졌다. 그는 그의 저서 《마음의 속임수(Tricks of the Mind)》에서 그 실험을 묘사했다.
그 효과는 시트콤 빅뱅 이론의 첫 시즌의 제16화에서 인용되었다.
신비한TV 서프라이즈 제386회 인디고 아이들 편에서 포러 효과가 언급되었다. 그 회에서는 결점을 가진 자녀의 부모가 그러한 자녀를 특별한 능력자로 여기게 만드는 것이 포러 효과라고 했다. 하지만, 그러함은 보편적이지 않고 특별한 것에 대해 부정보다는 긍정을 택한다는 점에서 자기 고양적 편향에 더 가깝다.

## 같이 보기
- 즉석 읽기
- 천궁도
- 확증편향
- 인지 편향